# Miss Santa Cruz 2023
Miss Santa Cruz 2023 fue la 44.ª edición del Miss Santa Cruz. Se llevó a cabo el 13 de mayo de 2023  en el Salón Sirionó de la FexPo, Santa Cruz de la Sierra, donde se entregaron las coronas de Miss Santa Cruz, Srta. Santa Cruz, Miss Litoral y Srta. Litoral el cual tendrán el derecho de representar a Santa Cruz y el Litoral en el próximo Miss Bolivia 2023.
Vanessa Hayes, una encantadora joven de 24 años, fue coronada como la mujer más hermosa de Santa Cruz.

## Resultados
La noche final del Miss Santa Cruz 2023 se dio en el salón sirionó de la ExpoCruz, el desfile fue en traje de opening, traje de gaño y vestidos de gala, al top de finalista clasificaron 7 señoritas de ahí eligieron a las ganadoras
| Posiciones            | Representación - Candidata                                 |
| --------------------- | ---------------------------------------------------------- |
| Miss Santa Cruz 2023  | - Curumechaca - Vanessa Hayes Schutt                       |
| Srta. Santa Cruz 2023 | - Miss Portachuelo - Darla Reyes Becerra                   |
| Miss Litoral 2023     | - Fundación de Síndrome de Down - Fernanda Balcazar Cortez |
| Srta. Litoral 2023    | - Soprama - Selva Jiménez Alba                             |
| 1.ª finalista         | - Miss Cotoca - Mariana Jimena Antezana Salvatierras       |
| 2.ª finalista         | - Miss Warnes - Eimi Andrea Middagh Saucedo (Δ)            |
| 3.ª finalista         | - Miss Andres Ibañez - Karina Landívar González            |

(Δ) Será elegida por el voto del público en Internet.

### Orden de Clasificación
Top 7
1. Eimi Middagh (Δ)
2. Jimena Antezana
3. Selva Jiménez
4. Vanessa Hayes
5. Fernanda Balcazar
6. Darla Reyes
7. Karina Landivar

## Representación Internacional
- Algunas candidatas del Miss Santa Cruz participaran representando al país de Bolivia en algunos concursos internacionales.

| Candidata                    | Concurso                                   | País     | Top \| Reconocimiento       |
| ---------------------------- | ------------------------------------------ | -------- | --------------------------- |
| Vanessa Hayes Valdez         | Miss Internacional 2023                    | Japón    | Cuarta Finalista MI¨24      |
| Darla Reyes Becerra          | Reina Hispanoamericana 2023                | Bolivia  | Top 13 - semifinalista      |
| Karina Landívar González     | Reinado Internacional del Café 2024        | Colombia | Top 10 - semifinalista      |
| Karina Landívar González     | Miss Turismo Mundo 2023                    | China    | No Top                      |
| Eimi Andrea Middagh Saucedo  | Miss Turismo Internacional 2023            | Malasia  | No Top - Mejor Traje Típico |
| Jimena Antezana Salvatierras | Reinado Internacional de la Ganadería 2023 | Colombia | Top 5 - Finalista           |
| Carla Adriana Sandoval       | Miss Top Model Internacional 2023          | Perú     | Top 5 - Finalista           |

## Títulos previos
La entrega de los títulos previos se hiceron en dos instalaciones previos
- Miss Deporte y Mejor Silueta fue en las instalaciones del parque Kalomai el domingo 7 de mayo

| Títulos                           | Representación                | Candidata                            |
| --------------------------------- | ----------------------------- | ------------------------------------ |
| Miss Silueta Medical Center       | Soprama                       | Selva Jiménez Alba                   |
| Miss Deporte Kalomai              | Curumechaca                   | Vanessa Hayes Schutt                 |
| Embajadora de la Nueva Santa Cruz | Curumechaca                   | Vanessa Hayes Schutt                 |
| Mejor Sonrisa Orest               | Miss Cotoca                   | Mariana Jimena Antezana Salvatierras |
| Chica Amas                        | Miss Portachuelo              | Darla Reyes Becerra                  |
| Belleza Sederma                   | Fundación de Síndrome de Down | Fernanda Balcazar Cortez             |
| Mejor Rostro ONLINE               | Miss Warnes                   | Eimi Andrea Middagh Saucedo          |
| Miss Amistad y Simpatía           | Miss Cotoca                   | Mariana Jimena Antezana Salvatierras |

## Candidatas
16 candidatas competirán por el título.
(En la tabla se utiliza su nombre completo, los sobrenombres van entrecomillados y los apellidos utilizados como nombre artístico, entre paréntesis; fuera de ella se utilizan sus nombres «artísticos» o simplificados).
|    | Representación                | Nombre                               | Edad | Estatura        |
| -- | ----------------------------- | ------------------------------------ | ---- | --------------- |
| 1  | Srta. Chiquitana              | Camila Benites Saucedo               | 19   | 1,68 m (5′ 6″)  |
| 2  | Miss Nuevo Palmar             | Mery Adelaida Paniagua Silva         | 20   | 1,68 m (5′ 6″)  |
| 3  | Miss Satélite Norte           | Darling Estefani Melgar              | 20   | 1,68 m (5′ 6″)  |
| 4  | Miss Valles Cruceños          | María Adriana Cortez Fernández       | 22   | 1,72 m (5′ 8″)  |
| 5  | Miss Cotoca                   | Mariana Jimena Antezana Salvatierras | 21   | 1,68 m (5′ 6″)  |
| 6  | Miss Villa Primero de Mayo    | Karolay Estrada Languidey            | 19   | 1,74 m (5′ 9″)  |
| 7  | Fundación de Síndrome de Down | Fernanda Balcazar Cortez             | 24   | 1,74 m (5′ 9″)  |
| 8  | Miss Warnes                   | Eimi Andrea Middagh Saucedo          | 21   | 1,72 m (5′ 8″)  |
| 9  | Miss Chiquitana               | Lexi Suárez                          | 22   | 1,75 m (5′ 9″)  |
| 10 | Fundación Arminda Soria       | Camila Da Silva Villamor             | 23   | 1,70 m (5′ 7″)  |
| 11 | Miss Portachuelo              | Darla Reyes Becerra                  | 19   | 1,72 m (5′ 8″)  |
| 12 | Soprama                       | Selva Jiménez Alba                   | 27   | 1,72 m (5′ 8″)  |
| 13 | Miss La Guardia               | Carla Adriana Sandoval               | 19   | 1,75 m (5′ 9″)  |
| 14 | Miss Andres Ibañez            | Karina Landívar González             | 21   | 1,77 m (5′ 10″) |
| 15 | Miss Camiri                   | Giliana Rojas Anzoátegui             | 23   | 1,78 m (5′ 10″) |
| 16 | Curumechaca                   | Vanessa Hayes Valdez                 | 24   | 1,83 m (6′ 0″)  |